# گربه‌خوان سرسیاه
گربه‌خوان سرسیاه (نام علمی: Ailuroedus melanocephalus) نام یک گونه از سرده گربه‌خوان‌ها است.